# Lilium washingtonianum
Lilium washingtonianum es una especie de planta de flores perteneciente a la familia Liliaceae nativa de la Cordillera de las Cascadas y Sierra Nevada del oeste de Norteamérica. Fue nombrada en honor de Martha Washington y no del estado de  Washington; en efecto su zona de origen está cerca de Mount Hood en Oregón, y no, naturalmente, en el estado de Washington. Su distribución se limita al estado de California y Oregón en alturas de 400 a 2200 m s. n. m.

## Descripción
La planta alcanza una altura de 2 m de altura, y tienen unas flores de color blanco o rosado, olorosas, que a menudo se decoran con puntos púrpura. Los tépalos tienen de 6 a 9 cm de longitud y están fuertemente recurvadas.  Se encuentran en chaparrales, bosques abiertos y áreas recientemente quemadas.

## Variedades y Sinonimia
subsp. purpurascens (Stearn) M.W.Skinner, Novon 12: 258 (2002). de Oregón y California.
- Lilium washingtonianum var. purpurascens Stearn, Gard. Chron., III, 124: 13 (1948).

subsp. washingtonianum. de California.
- Lilium bartramii Nutt. ex Baker, J. Linn. Soc., Bot. 14: 232 (1874).
- Lilium washingtonianum var. minus Purdy, J. Roy. Hort. Soc. 26: 358 (1901).[1]